# Сайко, Эди Викторовна
Эди Викторовна Сайко (25 апреля 1932, Таджикская ССР — 27 августа 2023, Москва, Россия) — советский и российский психолог, член-корреспондент РАО (2010).

## Биография
Родилась 25 апреля 1932 года в Таджикистане.
В 1951 году окончила с медалью школу в Душанбе и поступила в МГУ на исторический факультет.
Затем вернулась на родину, в Институт истории Академии наук Таджикской ССР, где училась в аспирантуре, а затем работала старшим научным сотрудником и заведующей лабораторией.
С 1970 по 1974 годы работала доцентом кафедры древней и средневековой истории в Таджикском государственном университете.
В 1974 году вернулась в Москву, где работала ведущим научным сотрудником Института археологии Академии наук СССР и заместителем председателя научного совета по истории мировой культуры при Президиуме АН СССР.
В последнее время — профессор кафедры акмеологии и психологии профессиональной деятельности Российской академии государственной службы при Президенте РФ.
В 2010 году избрана членом-корреспондентом РАО от Отделения психологии и возрастной физиологии.
Была женой академика РАО Д. И. Фельдштейна.
Скончалась 27 августа 2023 года.

## Научная деятельность
Вела научные изыскания в области акмеологии — раздела психологии развития, исследующего закономерности и механизмы, обеспечивающие возможность достижения высшей ступени (акме) индивидуального развития.
Внесла существенный вклад в разработку идеи комплексного изучения человека.
Участник разработки ряда серьёзных проблем современной психологии: проблемы мышления, сознания и возможности саморазвития, «самостроительства» и самоопределения и самореализации творческой человеческой личности с юных лет.
Автор более 250 книг, брошюр и статей, автор фундаментальных научных трудов «Детство в определении общества как субъекта социального бытия», «Мозг, сознание, мышление в их триединой целостности», «Феномен времени в человеческом измерении», «Развитие как определённость бытия и специфика его в осуществлении человека», «Самореализация — основание акмеологического развития» и многих других, автор книг по истории «Методы микроскопии в исследовании древ-ней керамики», «Древнейший город. Природа и генезис».
Была редактором уникального журнала «Мир психологии», совместного издания Российской академии образования и Российской академии гражданской службы.
Под её руководством и при её научном консультировании защищено 11 кандидатских и 4 докторских диссертации.